# Zoe Britton
Zoe Britton (Riverside, California; 25 de enero de 1979) es una actriz pornográfica, modelo y bailarina estadounidense. Ella y el actor porno Ron Jeremy dirigen la productora New Star Productions.
Britton nació en Riverside, California pero creció en Lubbock, Texas. Inició su carrera en el modelaje luego de ser presentado a una revista de fotografías para adultos mientras trabajaba en un club como streaper en Lubbock. Luego empezó a trabajar en videos y danza.

## Premios
- 2009 Premios AVN nominada – Best All-Girl Couples Sex Scene – Women Seeking Women 44[6]
- 2010 Premios AVN nominada – Best All-Girl Couples Sex Scene – Lesbian Bridal Stories 4 (Zoe Britton y Nikki Rhodes)[7]